# Siäidáásuálui
Siäidáásuálui (nordsamiska), enaresamiska: Sieiddásuolu, är en ö i Finland. Den ligger i sjön Säytsijärvi och i kommunen Enare i den ekonomiska regionen Norra Lappland och landskapet Lappland, i den norra delen av landet, 1 000 km norr om huvudstaden Helsingfors. Öns area är 1,8 hektar och dess största längd är 230 meter i nord-sydlig riktning.